# Sensorische Projektionszentren
Sensorische Projektionszentren  sind nach einer Definition von Henry Ey die Bereiche im Gehirn, in denen die Analyse visueller, auditiver oder coenaesthetischer Daten vollzogen wird.

Projektion: „Cartesianisches Theater“ Körper und Seele sind zwei verschiedene Sachen. Nach Descartes folgt dies aus dem „Prinzip des ausgeschlossenen Dritten“, Körper sind räumlich, d. h. dinglich erfassbar. Denken ist kein Ding, es ist nicht fassbar. Will ich mich mir selbst begreiflich machen, so bleibt mir keine Möglichkeit der sinnlichen Wahrnehmung; aber wenn es stimmt, dass „Ich“ denke, dann gilt: „Cogito, ergo sum“. Körper kann also kein Geist sein. (Weitere Bilder und Informationen in Homunculus)

## Begriffsherkunft
Der Begriff entstammt dem Kontext eines geisteswissenschaftlichen Diskurses, unter anderem zur Phänomenologie des Bewusstseins.
Die in diesem Begriff enthaltenen Formulierung Projektion verweist auf die Vorstellung, dass bei der Wahrnehmung im Gehirn des wahrnehmenden Subjekts eine Art inneres Bild (Töne, Gerüche usw.) erzeugt wird. Das Subjekt selbst, das diese Wahrnehmungen auf sich bezieht, wird in dem auch in der Hirnforschung verwendeten Begriff nicht angesprochen.
Für die sich positivistisch verstehenden (kritischer Rationalismus) Naturwissenschaften hat die erkenntnistheoretische Vorgabe Descartes´ von einem nicht objektivierbaren „Denken des Ich’s“ Gültigkeit. Erst wenn so etwas wie Ich-Bewusstsein, Seele oder Geist durch ein überprüfbares Modell strukturell und funktionell beschrieben werden kann, wäre im naturwissenschaftlichen Sinne eine Aussage über die Natur des Bewusstseins zu treffen; und zwar als ein objektiver, d. h. materieller, organischer Zustand oder Prozess.
Schon zur Mitte des 19. Jahrhunderts postulierte John Hughlings Jackson, dass bestimmte Gehirnregionen mit Wahrnehmungen oder Handlungen in Verbindung stehen müssten. 1864 bestätigte Jackson die Entdeckung von Paul Broca, dass das Sprachzentrum von rechtshändigen Personen sich in der linken Hirnhälfte befindet. Mit den Fortschritten der Neurowissenschaften sind auch die Erkenntnisse über die Anatomie und die Funktionen von Gehirnbereichen gewachsen. Das hat nicht zur Widerlegung, sondern zur präziseren Beschreibung solcher sensorischen Projektionszentren geführt.

## Verwendung als strukturelle und funktionelle Beschreibung
Etwa zur gleichen Zeit wie Henry Ey verwendet den Begriff auch der Hirnforscher Rolf Hassler, und zwar bei der Vorstellung seiner Forschungen zum ARAS, dem sogenannten unspezifischem Aktivierungssystem, von ihm auch als Schlaf-Wach-System des Gehirns bezeichnet. Dort ist der Begriff sensorische Projektionszentren von Hassler so gebraucht, dass man ihn, dem Stand der gegenwärtigen neurophysiologischen Begriffsbildung angepasst, durch visuellen, auditiven, olfaktorischen usw. Cortex auch ersetzten könnte.
Generell erlebt der Begriff zurzeit eine Neubelebung. Hinweise auf seine gegenwärtige Verwendung befinden sich auch im erkenntnistheoretischen Bereich unter Wahrnehmung, etwa im Web unter Epistemologie.
In psychologischen Abteilungen der interdisziplinär arbeitenden Kognitionswissenschaft werden heute solche Bereiche als Projektionsfelder bezeichnet, z. B. als visuelle Felder oder auditive Felder, aber auch wiederum in Anlehnung an die Physiologie, z. B. somato sensorischer Cortex. Auch in der humanistisch-erkenntnistheoretisch ausgerichteten Biologie von Humberto Maturana wird er verwendet.
Die Formulierung Projektionszentrum wurde schon längere Zeit im Zusammenhang mit Bewusstseinsstörung gebraucht. Wahrscheinlich reicht sie in Anlehnung an die Erkenntnistheorie von Descartes noch weiter zurück.
In der Krankenhauspsychiatrie gibt es eine weitere Referenz über den Begriff des oneroiden Zustands, was in etwa so viel bedeutet, dass ein Patient sich in einem Zustand befindet, in dem er nicht mehr unterscheiden kann, ob er wach ist oder träumt.
In der modernen Neurobiologie treten die funktionellen Beschreibungsweisen in den Vordergrund. So wird z. B. das ARAS (Aufsteigendes Reticuläres Aktivierendes System) unter dem funktionellen Gesichtspunkt der Regulierung der psychischen Aktivität beschrieben. Aus dieser rein funktionellen Beschreibung ergeben sich aber Schwierigkeiten der strukturellen Zuordnung. So werden Fragen diskutiert wie die Zugehörigkeit der Basalganglien und des limbischen Systems oder andere Bezeichnungen für das ARAS etwa als extrapyramidalmotorisches System (EPMS).
Deshalb kann eine strukturelle Betrachtung nicht einfach vernachlässigt werden. Dazu kommt, dass mit den verbesserten Instrumentarien wie CT und NMR mehr noch als in der Vergangenheit die dreidimensionalen Strukturmerkmale (Dichte, Vernetzungsgrad, Knoten, Brücken usw.) am lebenden Gehirn zu erfassen sind. Dazu sind auch und gerade die Aktivitäten des Gehirn durch funktionelle Magnetresonanztomographie strukturell gut abzubilden. Deshalb ist die Vorstellung von lokalisierbaren Bereichen – z. B. als sensorische Projektionszentren, die zuständig sind für die psychischen Prozesse des Bewusstseins (Wahrnehmen, Erkennen, sich Erinnern, Empfinden, Handeln usw.) – eine gut gesicherte naturwissenschaftliche Hypothese. Die Erforschung der Nervenzellen liegt unterhalb der Untersuchungsebene Gehirn und wird oft getrennt davon betrieben. Sie muss aber hinzugezogen werden, um Struktur und Funktionsweise von Gehirn und Bewusstseinsprozessen zu ergründen und besser zu verstehen.
Zurzeit gehen elf sich selbst so nennende „führende Neurowissenschaftler“ davon aus, dass „In absehbarer Zeit, also in den nächsten 20 bis 30 Jahren, … man widerspruchsfrei Geist, Bewusstsein, Gefühle, Willensakte und Handlungsfreiheit als natürliche Vorgänge ansehen wird, denn sie beruhen auf biologischen Prozessen.“